# Зограф Лонгин
Зограф Лонгин (Хвосно, око 1530 — Сопоћани, око 1610) је био јеромонах, сликар и књижевник изузетне културе и писац надахнутих дела духовне поезије, везан за сам врх српске православне цркве.
Сматра се најбољим иконописцем и најплоднији уметник друге половине 16. века.

## Биографија
Рођен је у Хвосну, код Пећи , у северном делу средњовековне Метохије.
Време обнове српске патријаршије са седиштем у Пећи и ширење култа краља Стефана Дечанског су сигурно били неки од разлога да се определи за духовно царство.
Писању и иконописању се учио у Пећкој патријаршији, чији је постао учесник обнове 1557.
Године 1577. године се први пут потписао као пећки монах на икони Христа Пантократора у Великој Хочи и сматра се да се исте године замонашио у Пећи. Често је путовао по Србији радећи као сликар икона и фрескописац.
Као уметник први пут се потписао 1566. на литургијском платну Антиминсу, а последњи пут 1597. на хвостанском покривачу за путир.
Последње године живота је провео у Сопоћанима, у чијем је Поменику почетком 17. века (1608–1612) забележен као јеромонах.

### Сликарски рад
Као већ оформљен уметник је ступио у сликарску групу зографа Андреје. Са овом групом је учествовао у осликавању припрате Пећке патријаршије (1565), Богородичне цркве у Студеници (1568), спољне припрате у Грачаници (1570), наоса Милешеве (око 1579) и цркве Светог Николе у Манастиру Бања код Прибоја (око 1572).
Године 1570. за Пећку патријаршију је осликао царске двери. Њему се приписује и Деисис са апостолима и пророцима.
Од 1572. започео је сарадњу са Дечанима, када је осликао низ двостраних икона малог формата, која је трајала до 1596. Године 1577. је настала велика житијна икона Св. Стефана Дечанског, с ликом светог краља Стефана Дечанског, оснивача манастира у средини и са седамнаест композиција са сценама из његовог живота рађеним према делу Григорија Цамблака. Богату приповест пропратио је натписима.
У средишњем пољу се налази краљ који седи на раскошном престолу са високим наслоном, ногу положених на пурпурни јастук постављен на супедион. Краљ је одевен у дивитисион са лоросом, а на глави има затворену круну. У десној руци држи велики осмокраки крст украшен бисерима и драгим камењем, док му је у левој руци акакија. Са обе стране иза престола стоји по један стражар одевен у панцир, са кацигом на глави и мачем, односно буздованом у рукама. У врху је полукружни одсечак неба са попрсјем Христа Емануила, који обема рукама благосиља. Из углова при врху према краљу се спуштају два анђела, који у рукама носе лорос и круну. По ободу око средишњег поља распоређено је седамнаест сцена, међусобно одвојених бордурама и означених натписима: Симонидина клевета Стефана Дечанског краљу Милутину, Ослепљење Стефана Дечанског, Јављање светог Николе Стефану на Овчем пољу, Одвођење Стефана са синовима у заточеништво, Стефан Дечански на сабору цара Андроника у Цариграду, Стефан наговара цара Андроника да прогна јеретике из Цариграда, Свети Никола враћа вид Стефану Дечанском, Распитивање краља Милутина о сину код цариградског патријарха, Повратак Стефана Дечанског из заточеништва, Сусрет краља Милутина са сином Стефаном, Архиепископ Никодим крунише Стефана Дечанског за краља у Пећи, Зидање Дечана, Стефан Дечански даје милостињу убогима, Треће јављање Светог Николе Стефану, Стефан Дечански обавештава дечанског игумана Арсенија о својој визији, Насилна смрт Стефана Дечанског и Сахрана Стефана Дечанског. Дуж доње ивице оквира иконе је и приказ прве српске историјске композиција с представом битке Битке код Велбужда (1330) у епизодама: Стефан се моли пред битку, Судар двеју војски и Млади Душан поражава бугарског краља Михаила Шишмана. Позадина сваке сцене је позлаћена. У дну средишњег поља, на левој страни исписан је ктиторски натпис, у коме се помињу Патријарх српски Герасим и дечански игуман Никифор са братијом. Аутор је поставио и текст своје молитве, којом се обратио светом Стефану Дечанском.
У међувремену, 1573/74. су настале престоне и празничне иконе за иконостас у Пиви. Најпознатије иконе у Пиви су Христ са апостолима, Богородица са Христом и пророцима и икона Успења Богородичиног, које се данас налазе у зони престоних икона.
У периоду 1576—1577 су настале три престоне иконе: Христос са апостолима, Богородица са пророцима и Свети Никола са чудом о исцељивању Стефана Дечанског у цркви Светог Николе у Великој Хочи.
Затим је наредне године радио иконостас у Ловници,милешевском ђаконикону, данас у Републици Српској, где је достигао уметнички максимум. Најпознатија му је икона Богородице са Христом (1578), рађена за иконостас цркве Светог Ђорђа у том манастиру. Лица на икону карактеришу благост погледа и дубок светачки мир. Била је изложена на Светској изложби у Паризу, 1900. године. Непосредно након израде иконостаса је започео осликавање и ломничке цркве, али је тај посао остао недовршен из непознатих разлога.
Године 1579. је у Пећи урадио царске двери, које су остале изгубљене. Пропале су и иконе из Милешеве.
У Дечанима је 1596. извео двостране иконе са Светим Јованом Лествичником, Причешћем Марије Египатске и Светим Теодором, као и неке које су оштећене.

Последње дело је урадио за хвостанског митрополита Јосифа, које је завршено 1597.
Сачуван је и један број његових недовршених радова: делови иконостаса у Дечанима, икона Христовог рођења у манастиру Тројице Пњеваске, као и минејна икона у Никољцу код Бијелог Поља.
У својим сликарским делима ослањао се на сликаре 14. века, а пред крај живота, на појединим иконама јавља се и нов утицај руских иконописаца.
Његове композиције су уравнотежене, фигуре пластичне, колорит свеж.

### Књижевно дело
У Дечанима, у Акатистнику је написао Акатист Светом Стефану Првомученику (1596). Ово његово дело сачувано је у рукопису, јединственом српском средњовековном аутографу, на коме се може пратити „процес настајања и стваралачке тешкоће“ средњовековног писца. Као изврстан познавалац византијске и српске средњовековне поетике, Лонгин је у аутентичној форми акатиста, какве су писали Роман Мелод и цариградски патријарх Сергије, створио снажно уметничко дело, надахнуто проналазећи симболичан израз у богатим стиховима са хајретизмима (“радуј се”).
Радујте се Стефане првомучениче и Николаје
Јер божанствени и испољавајући сву духовну дубину византијске химнографије. Постоје претпоставке да је Лонгин аутор  Акатиста Стефану Дечанском и Акатиста Светоме Сави, који су написани у исто време и садрже исте стилске и жанровске одлике.
Вредан је помена и његов књижевно успели аутобиографски “молебни” запис на поменутој житијној икони Стефана Дечанског.
Бавио се и преписивањем. Преписао је један минеј, Четворојеванђеље из Белаје код Дечана и Акатистник, у коме је оставио књижевне саставе.
Током осме деценије 16. века је ауторским портретима украсио једно четворојеванђеље.

### Превод на савремени српски језик
- Акатист светом првомученику Стефану, превео Димитрије Богдановић, ред. превода Ђорђе Трифуновић и Димитрије Богдановић, у: Србљак 3, Београд, СКЗ, 1970, 435–481.